# Бумердес (покрајина)
Бумердес (арап. ولاية بومرداس), једна је од 48 покрајина у Народној Демократској Републици Алжир. Покрајина се налази у северном делу земље, на ободу планинског венца Атласа уз обалу Средоземног мора.
Покрајина Бумердес покрива укупну површину од 1.591 km² и има 795.019 становника (подаци из 2008. године). Највећи град и административни центар покрајине је град Бумердес.